# ريكي اندروز
ريكي اندروز (بالإنجليزية: Ricky Andrews) هو لاعب كرة القدم الكندية أمريكي، ولد في 14 أبريل 1966 في ساموا.

## وصلات خارجية
- ريكي اندروز على موقع مرجع كرة القدم المحترفة.كوم (الإنجليزية)